# Søndre Land
Søndre Land este o comună din provincia Innlandet, Norvegia.
Are o suprafață de 728,36 km². Populația este de 5.564 locuitori, determinată în 1 ianuarie 2023, prin Folkeregisteret[*].